# Oulins
Oulins is een gemeente in het Franse departement Eure-et-Loir (regio Centre-Val de Loire). De plaats maakt deel uit van het arrondissement Dreux. Oulins telde op 1 januari 2022 1.221 inwoners.

## Geografie
De oppervlakte van Oulins bedroeg op 1 januari 2022 10,08 vierkante kilometer; de bevolkingsdichtheid was toen 121,1 inwoners per km².

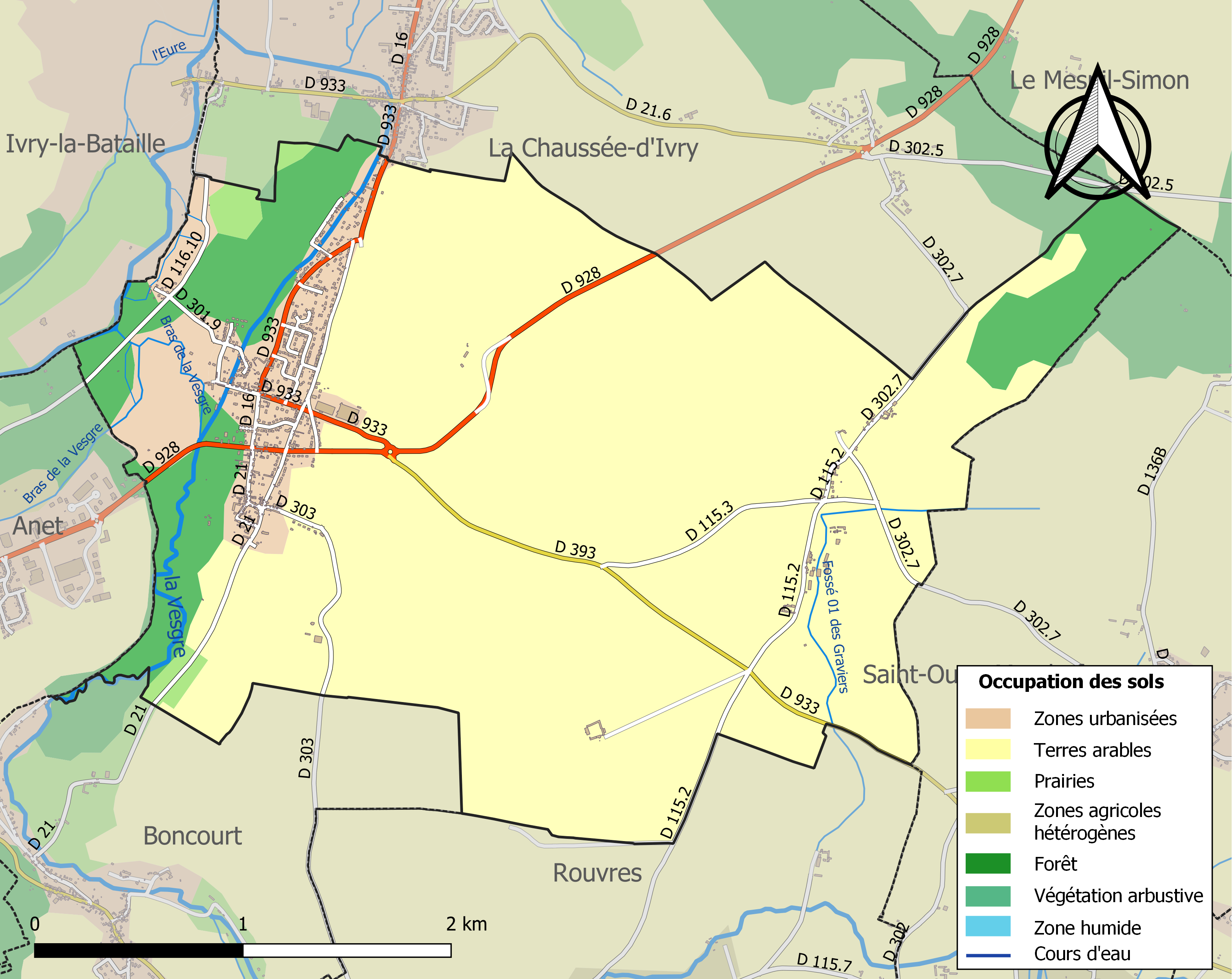
Kaart van de gemeente met belangrijkste infrastructuur, bodemgebruik en omliggende gemeenten

## Demografie
Onderstaande figuur toont het verloop van het inwonertal (bron: INSEE-tellingen).

## Geboren
- Clément Turpin (1982), Frans voetbalscheidsrechter